# 勒基
41°50′N 24°50′E / 41.833°N 24.833°E
勒基是保加利亞的城鎮，位於該國南部，距離首府普羅夫迪夫50公里，由普羅夫迪夫州負責管轄，面積9.78平方公里，海拔高度634米，受大陸性氣候影響，2010年人口2,549，居民主要信奉東正教。
截至 2006 年，它有 2,615 名居民。它位于罗多彼山脉，距省会普罗夫迪夫以南 54 公里，距斯莫梁以北 88 公里。有一个铅锌浮选厂，几个纺织厂和木材作坊。